# Unterheckenhofen
Unterheckenhofen (fränkisch: (Unda)hegnhufm) ist ein Gemeindeteil der Kreisstadt Roth im mittelfränkischen Landkreis Roth in Bayern. Unterheckenhofen liegt in der Gemarkung Rittersbach.

## Geografie
Das Dorf liegt 4,5 km südwestlich von Roth an der Rednitz und dem Rittersbach, der dort als linker Nebenfluss in die Rednitz mündet. Es besteht aus dem Altort südöstlich der Bahnstrecke Treuchtlingen–Nürnberg und einem ab den 1970ern entstandenen Siedlungsgebiet namens „Unterheckenhofen-Siedlung“ nordwestlich davon. Beide Teile sind lediglich durch einen Fußgängertunnel verbunden. Im Westen grenzt das Waldgebiet „Im Oppel“ an. Eine Gemeindeverbindungsstraße führt nach Rittersbach zur Staatsstraße 2224 (2,7 km westlich) bzw. nach Barnsdorf zur Kreisstraße RH 6 (0,3 km östlich). Eine weitere Gemeindeverbindungsstraße führt nach Oberheckenhofen zur Kreisstraße RH 6 (1,8 km südwestlich). Die Bahnstrecke Treuchtlingen–Nürnberg durchquert den Ort und hat dort einen Haltepunkt.

## Geschichte
Der Ort wurde 1289 als „Hegenhoven“ erstmals urkundlich erwähnt. Bis ins 18. Jahrhundert hinein waren damit sowohl Ober- und Unterheckenhofen gemeint. 1395 erfolgte erstmals eine Unterscheidung zwischen „Nydern“ und „Obern Heckenhofen“. Das Bestimmungswort des Ortsnamens ist Hecko, der Personenname des Siedlungsgründers.
Ursprünglich war das Domkapitel zu Eichstätt Grundherr des Ortes, später die Nürnberger Patrizierfamilien Coler und Oelhafen und darauf die Welser, das Klarakloster in Nürnberg, das Heilig-Geist-Spital von Nürnberg und das Kloster Seligenporten. Im Dreißigjährigen Krieg wurde der Ort niedergebrannt und war lange Zeit unbewohnt. Erst elf Jahre nach Kriegsende begann der Wiederaufbau.
Gegen Ende des 18. Jahrhunderts gab es in Unterheckenhofen vier Anwesen und ein Gemeindehirtenhaus. Das Hochgericht übte das brandenburg-ansbachische Oberamt Roth aus. Die Dorf- und Gemeindeherrschaft hatte die Reichsstadt Nürnberg. Grundherren waren das kurpfalz-bayerische Klosteramt Seligenporten (1 Ganzhof), die Reichsstadt Nürnberg (St. Klara-Klosteramt: 1 Ganzhof; St. Katharina-Klosteramt: 1 Ganzhof) und der Nürnberger Eigenherr von Welser (1 Ganzhof).
Im Rahmen des Gemeindeedikts wurde Unterheckenhofen dem 1808 gebildeten Steuerdistrikt Rittersbach und der 1811 gegründeten Ruralgemeinde Rittersbach zugeordnet.
Am 1. Mai 1978 wurde Unterheckenhofen im Zuge der Gebietsreform in Bayern nach Roth eingegliedert.

### Baudenkmäler
In Unterheckenhofen gibt es drei Baudenkmäler:
- Venetianerstr. 20: erdgeschossiges Austragshaus
- Venetianerstr. 22: Bauernhaus
- Viadukt

### Einwohnerentwicklung
| Jahr      | 001818 | 001840 | 001861 | 001871 | 001885 | 001900 | 001925 | 001950 | 001961 | 001970 | 001987 | 002013 | 002018 |
| Einwohner | 44     | 51     | 54     | 57     | 50     | 51     | 58     | 84     | 127    | 153    | 269    | 262    | 270    |
| Häuser    | 9      | 8      |        |        | 11     | 10     | 10     | 10     | 19     |        | 75     |        |        |
| Quelle    | [ 13 ] | [ 14 ] | [ 15 ] | [ 16 ] | [ 17 ] | [ 18 ] | [ 19 ] | [ 20 ] | [ 21 ] | [ 22 ] | [ 23 ] |        | [ 24 ] |

## Religion
Unterheckenhofen ist seit der Reformation evangelisch-lutherisch geprägt und bis heute nach Zu unserer lieben Frau (Roth) gepfarrt. Die Einwohner römisch-katholischer Konfession sind nach St. Wunibald (Georgensgmünd) gepfarrt.